# U-20-Fußball-Südamerikameisterschaft 2005
Die XXII. U-20-Fußball-Südamerikameisterschaft 2005 fand vom 12. Januar 2005 bis zum 6. Februar 2005 in Kolumbien statt.
Ausgetragen wurden die Begegnungen zur Ermittlung des Turniersiegers in den Städten Pereira, Ibagué, Armenia und Manizales. Gespielt wurde in zwei Gruppen und einer anschließend ebenfalls im Gruppenmodus ausgetragenen Finalphase.  Es nahmen am Turnier die Nationalmannschaften Argentiniens, Boliviens, Brasiliens, Chiles, Kolumbiens, Ecuadors, Paraguays, Perus, Uruguays und Venezuelas teil. Aus der Veranstaltung ging Kolumbien als Sieger hervor. Die Plätze zwei bis vier belegten die Nationalteams aus Brasilien, Argentinien und Chile. Torschützenkönig des Turniers war mit elf erzielten Treffern der Kolumbianer Hugo Rodallega.